# Austin Aztex FC
Austin Aztex Football Club  – amerykański klub piłkarski z siedzibą w mieście Austin. Założony w 2008 roku, uczestniczył w rozgrywkach USL First Division oraz USSF Division 2 Professional League. W październiku 2010 roku zespół Aztex został przeniesiony do Orlando i przyjął nazwę Orlando City. W 2011 roku klub został założony na nowo pod tą samą nazwą przez Davida Markleya. W 2012 roku rozpoczął on starty w USL Premier Development League.
Drużyna rozgrywała swoje mecze najpierw na stadionie Nelson Field, a potem na House Park. Jej barwy to biały i czerwony. Menedżerem zespołu był Adrian Heath z Anglii, będący w przeszłości piłkarzem.

## Historia
Klub został założony przez biznesmena, Phila Rawlinsa. Po ogłoszeniu zamiaru przystąpienia do USL First Division, kupił on występujący w USL Premier Development League zespół Austin Stampede i przemianował go na Austin Aztex U23. Menedżerem drużyny został Wolfgang Sühnholz.
W sierpniu 2008 roku zespół Austin podpisał kontrakt z bramkarzem, Miguelem Gallardo, który jednocześnie stał się pierwszym zawodowym piłkarzem klubu. Rozegrany 19 maja 2010 roku mecz z Tampa Bay Rowdies zgromadził na trybunach 6051 widzów, co było rekordem frekwencji na domowym meczu Austin. W październiku 2010 roku klub przeniósł się do Orlando i przyjął nazwę Orlando City.

## Ostatni skład
| Nr | Poz. | Piłkarz         |
| -- | ---- | --------------- |
| 1  | BR   | Miguel Gallardo |
| 2  | OB   | Mechack Jérôme  |
| 3  | OB   | Wes Allen       |
| 4  | PO   | Ian Fuller      |
| 5  | OB   | Kieron Bernard  |
| 6  | OB   | Lance Watson    |
| 10 | PO   | Yordany Álvarez |
| 11 | NA   | Maxwell Griffin |
| 12 | OB   | Leonard Griffin |
| 13 | PO   | Lawrence Olum   |
| 15 | OB   | Kevin Sakuda    |

| Nr | Poz. | Piłkarz          |
| -- | ---- | ---------------- |
| 16 | PO   | Michael Callahan |
| 18 | OB   | Joey Worthen     |
| 20 | NA   | Randi Patterson  |
| 21 | BR   | Sean Kelley      |
| 23 | NA   | Kendal McFayden  |
| 24 | PO   | Tyler Hemming    |
| 25 | OB   | Sam Brill        |
| 33 | OB   | Jay Needham      |
| 61 | PO   | Stephan Campbell |
| 77 | NA   | Jamie Watson     |

## Reprezentanci kraju grający w klubie
- Jean Alexandre
- Mechack Jérôme
- Tyler Hemming
- Yordany Álvarez
- Yohance Marshall
- Randi Patterson

## Osiągnięcia
| Rok  | Dywizja | Liga                                | Sezon zasadniczy | Playoff                | Open Cup | Śr. frekwencja |
| ---- | ------- | ----------------------------------- | ---------------- | ---------------------- | -------- | -------------- |
| 2009 | 2       | USL First Division                  | 10. miejsce      | nie zakwalifikował się | 3 runda  | 2,974          |
| 2010 | 2       | USSF Division 2 Professional League | 3. miejsce       | ćwierćfinał            | 3 runda  | 3,733          |